# Simlops
Genre
Simlops est un genre d'araignées aranéomorphes de la famille des Oonopidae.

## Distribution
Les espèces de ce genre se rencontrent en Amérique du Sud.

## Liste des espèces
Selon World Spider Catalog (version 22.5, 28/09/2021) :
- Simlops bandeirante Ott, 2014
- Simlops bodanus (Chickering, 1969)
- Simlops cachorro Ruiz, 2014
- Simlops campinarana Brescovit, 2014
- Simlops cristinae Santos, 2014
- Simlops guatopo Brescovit, 2014
- Simlops guyanensis Santos, 2014
- Simlops jamesbondi Bonaldo, 2014
- Simlops juruti Bonaldo, 2014
- Simlops kartabo Feitosa & Bonaldo, 2017
- Simlops machadoi Ott, 2014
- Simlops miudo Ruiz, 2014
- Simlops nadinae Ruiz, 2014
- Simlops pennai Bonaldo, 2014
- Simlops platnicki Bonaldo, 2014
- Simlops similis Ott, 2014

## Publication originale
- Bonaldo, Ruiz, Brescovit, Santos & Ott, 2014 : « Simlops, a new genus of goblin spiders (Araneae, Oonopidae) from northern South America. » Bulletin of the American Museum of Natural History, no 388, p. 1-60 (texte intégral).